# Тодорович, Срджан
Срджан «Жи́ка» Тодо́рович (серб. Срђан Тодоровић; род. 28 марта 1965, Белград) — югославский и сербский актёр и музыкант, ударник группы «Екатарина Велика». Известен по ролям в фильмах «Мы не ангелы», «Андеграунд» и «Чёрная кошка, белый кот», «Клубничка в супермаркете», «Сербский фильм» и других. 

## Биография

### Музыкальная карьера
Играл в составе большого количества знаковых групп — «Екатарина Велика», Disciplina Kičme, Radnička Kontrola, Bezobrazno Zeleno, Kazna Za Uši, Partibrejkers, Električni Orgazam, Plejboj.

## Семья
- Отец — известный югославский актёр Бора Тодорович[2].
  - Тётя — Мира Ступица.
    - Сестра — актриса и писательница Дана Тодорович[серб.]

- Жена — Ана Йовичевич[3].
  - Сын Деян (4 мая 2014 — 21 декабря 2017)[4].

## Фильмография
1. 1968 — Есть любовь, нет любви / Има љубави нема љубави
2. 1986 — Бал на воде / Бал на води
3. 1987 — / Догодило се на данашњи дан
4. 1987 — Дежа вю / Већ виђено — молодой Михайло
5. 1987 — Осенний праздник / Октоберфест — Горан
6. 1988 — Забытые / Заборављени — Кифла
7. 1989 — / Како је пропао рокенрол
8. 1991 — / Мала
9. 1992 — Чёрный бомбардировщик / Црни бомбардер
10. 1992 — Мы не ангелы / Ми нисмо анђели — Дьявол
11. 1993 — / Византијско плаво
12. 1995 — Андеграунд / Underground — Йован
13. 1997 — Три летних дня / Три летња дана
14. 1998 — Чёрная кошка, белый кот / Црна мачка бели мачор — Дадан Карамболо
15. 1998 — / Три палме за две битанге и рибицу
16. 2000 — Жизнь и война / Рат уживо — Дуле
17. 2001 — Абсолютная сотня / Апсолутних 100 — Игор Гордич
18. 2002 — Замороженный покойник / Мртав 'ладан — Кижа
19. 2003 — Клубничка в супермаркете / Јагода у супермаркету — Марко Кралевич
20. 2004 — Серый грузовик красного цвета / Сиви камион црвене боје — Ратко
21. 2005 — / Флерт — Мане
22. 2005 — Мы не ангелы 2 / Ми нисмо анђели 2
23. 2005 — Погоня за счастливчиком / Потера за Срећ(к)ом — Инспектор
24. 2006 — Ивкова слава / Ивкова слава — Смук
25. 2006 — Мы не ангелы 3 / Ми нисмо анђели 3
26. 2009 — / Zena sa slomljenim nosem
27. 2009 — Сербский фильм / Српски филм — Милош
28. 2010 — Монтевидео: Божественное видение
29. 2014 — До встречи в Монтевидео!
30. 2017 — Реквием для госпожи Й.
31. 2019 — Балканский рубеж — Горан

## Дискография
В составе группы «Radnička Kontrola»
- «Скука» (1981)
- «Цветное телевидение» (1981)

В составе группы «Bezobrazno Zeleno»
- «1» (1983)

В составе группы «Екатерина Велика»
- «Любовь» (альбом) (1987)
- «Всего пара лет для нас» (альбом) (1989)